# Великокірдяшевська сільська рада
Великокірдя́шевська сільська рада (рос. Большекирдяшевский сельский совет) — сільське поселення у складі Наровчатського району Пензенської області Росії.
Адміністративний центр — село Велике Кірдяшево.

## Населення
Населення — 280 осіб (2019; 360 в 2010, 430 у 2002).

## Склад
До складу сільської ради входять:
| Населений пункт           | Населення, осіб (2002) | Населення, осіб (2010) |
| ------------------------- | ---------------------- | ---------------------- |
| Барабановка, присілок     | 12                     | 1                      |
| Велике Кірдяшево, село    | 315                    | 316                    |
| Казенчик, село            | 25                     | 4                      |
| Малий Колоярчик, присілок | 19                     | 2                      |
| Підлісна, присілок        | 27                     | 14                     |
| Сосновка, присілок        | 32                     | 23                     |